# 한국농식품ICT융복합산업협회
한국농식품ICT융복합산업협회는 농식품 ICT 융복합을 위한 선도적 역할 수행 및 관련 정보를 공유하여 한국 농식품분야의 발전에 기여하고, 회원 상호간의 친목 도모를 목적으로 2014년 8월 27일 설립 허가된 대한민국 농림축산식품부 소관의 사단법인이다.

## 사무소
사무소는 경기도 안양시 동안구 경수대로 593에 있다.

## 대표자
- 장태평[1]